# Бхаруч
Бха́руч (англ. Bharuch, гудж. ભરૂચ) — город в индийском штате Гуджарат, крупный морской порт и административный центр округа Бхаруч.

## География и климат
Расположен на берегах реки Нармада, в 71 км к юго-западу от Вадодары и в 96 км к северу от Сурата. Средняя высота города над уровнем моря — 14 метров.
Кламат города можно охарактеризовать как тропический климат с сухой зимой и дождливым летом. Сильное смягчающее влияние на климат Бхаруча оказывает Аравийское море. Самые жаркие месяцы — апрель и май, температуры нередко превышают 40 °C. Сезон дождей продолжается с конца июня по конец сентября, за это время выпадает около 800 мм осадков. Средний максимум во время сезона дождей составляет 32 °C. В октябре и ноябре, с окончанием сезона дождей, температуры вновь повышаются. Зима продолжается с декабря по февраль и характеризуется средней температурой около 23 °C.

## Население
По данным всеиндийской переписи 2001 года, в городе проживало 148 391 человек, из которых мужчины составляли 52 %, женщины — соответственно 48 %. Уровень грамотности взрослого населения составлял 78 % (при общеиндийском показателе 59,5 %). Уровень грамотности среди мужчин составлял 82 %, среди женщин — 73 %. 10 % населения было моложе 6 лет. Религиозный состав — индуисты (около 70 %) и мусульмане (27 %). Официальные языки — гуджарати и английский.
По данным переписи 2011 года население Бхаруча составляет 168 729 человек; население города с учётом пригородов также по данным этой переписи составляет 224 210 человек.

## Экономика и транспорт
Бхаруч — крупный промышленный центр Гуджарата. Имеет место производство химических удобрений, красок, красителей, хлопка, текстиля, молочных продуктов и др.
Город соединён с Дели и Бомбеем национальным шоссе № 8. Имеется железнодорожное сообщение. Ближайшие аэропорты — в Вадодаре и Сурате.